# Бранхіпус Шаффера
Бранхіпус Шаффера (Branchipus schaefferi) — вид ракоподібних з родини Branchipodidae.

## Поширення
Європа і Близький та Середній Схід (Ізраїль, Бахрейн, Іран); в Україні — Бахчисарайський район, АР Крим.

## Морфологічні ознаки
Особини яскраво-салатового кольору, завдовжки не більше 2 см. Мають 11 торакальних сегментів, кожний несе пару листоподібних ніжок. Друга пара антен злита при основі, утворюючи щит, на якому міститься пара довгих гладеньких ниткоподібних придатків. Абдомен має 9 члеників.

## Особливості біології
Мешканець весняних водойм, наскельних калюж, рисових чеків.

## Загрози та охорона
Загрозою є антропогенний прес (трансформація ландшафту, забруднення, гіперзасолення ґрунту і водойм через надмірне зрошування, знищення біотопів під час оранки полів та меліорації луків, де випасали худобу).